# Біледжик (провінція)
Біледжи́к (тур. Bilecik) — провінція на північному заході Туреччини. Площа 4 181 км². Населення 194 326 чоловік (2000). Адміністративний центр — місто Біледжик. 